# Jan Ulatowski
Jan Ulatowski (ur. 1907 w Poznaniu, zm. 1997 w Menton) – polski historyk sztuki, politolog, dziennikarz, rysownik. Działacz emigracji polskiej po 1945, publicysta „Kultury paryskiej”.

## Życiorys
Mąż Neli Micińskiej, siostry Bolesława. Przed wojną studiował filozofię i socjologię, był współzałożycielem poznańskiego dwutygodnika „Życie Literackie”. W dyplomacji attaché prasowy ambasady w Budapeszcie. W okresie międzywojennym współpracował z wydawanym w Poznaniu czasopismem społeczno-literackim „Tęcza”.
Podczas II wojny światowej członek Samodzielnej Brygady Strzelców Karpackich dowodzonej przez gen. Stanisława Kopańskiego, uczestniczył w bitwie pod Tobrukiem. Pracownik redakcji „Orła Białego”. Po wojnie nauczyciel języka niemieckiego w liceum w Bordeaux aż do emerytury. Znawca sztuki nowoczesnej, pisywał na ten temat do Preuves i Kultury.